# Holy Smoke
A Holy Smoke az Iron Maiden brit heavy metal együttes 1990-es No Prayer for the Dying című albumának első kislemezes dala, mely a brit slágerlistán a 3. helyig jutott. Ez volt az első alkalom, hogy a zenekar új gitárosa, Janick Gers, hivatalos Iron Maiden-kiadványon szerepelt.

## Története
A Holy Smoke (magyarul: Szent füst) azokat a tévéprédikátornak nevezett médiaszemélyiségeket figurázza ki, akik a vallásos emberek hitbeli meggyőződését kihasználva gazdagodtak meg, majd óriási botrányok közepette buktak el az 1980-as évek második felében Amerikában. A dalszövegben utalások hangzanak el konkrét személyekre, mint Jimmy Swaggart („Jimmy the Reptile”) vagy Tammy Faye Messner („the TV Queen”). A kislemez borítóján Eddie egy tévékészülékekből rakott máglya tetején áll, amiből sűrű fekete füst száll fel. Az egyik tévé képernyőjén a „You are watching Pay to Pray TV” (magyarul: „Ön a Fizess az imáért! TV adását látja”).
A Holy Smoke a nagylemez többi dalával együtt a Steve Harris vidéki birtokán álló csűrben berendezett stúdióban került felvételre. A dalhoz készült videóklipet is az itt forgatott jelenetekből vágták össze. A stúdióban lefilmezett zenélésen túl Dickinson a mező közepén és fán lógva énekel, Harris traktorozás közben basszusozik, Murray gumicsizmában a patakban állva gitározik, Gers egy mini játékgitáron játszik a medencében, Martin Birch hangmérnököt prostik kényeztetik, időnként pedig a teljes zenekar feltűnik lelkésznek öltözve, ahogy elcsúfított arccal együtt teázgatnak. Teljes bolondokháza.
A Holy Smoke kislemez egy hónapig szerepelt a brit slágerlistán, és legjobb helyezése a 3. hely volt. A kislemezre a címadó dal mellett két feldolgozás is felkerült. Az egyik az angol Stray hard rock együttes cím nélküli, 1970-es bemutatkozó albumának nyitódala, az All in Your Mind. A másik a holland progresszív rocker Golden Earring Kill Me Ce Soir című dala. Mindkét zenekar Harris korai hatásai közé tartozik.

## Számlista
7" kislemez
1. Holy Smoke (Dickinson, Harris) – 3:47
2. All in Your Mind (Del Bromham; Stray-feldolgozás) – 5:58

12" kislemez, CD single
1. Holy Smoke (Dickinson, Harris) – 3:47
2. All in Your Mind (Bromham; Stray-feldolgozás) – 5:58
3. Kill Me Ce Soir (George Kooymans, Barry Hay, John Fenton; Golden Earring-feldolgozás) – 7:03

## Közreműködők
- Bruce Dickinson – ének
- Dave Murray – gitár
- Janick Gers – gitár
- Steve Harris – basszusgitár
- Nicko McBrain – dobok